# Gaston Maspero
Gaston Maspero (París, 23 de juny de 1846 - 30 de juny de 1916) fou un egiptòleg francès.

## Biografia
Fill de pares de Llombardia (avui una regió italiana) refugiats a França, Gaston es va nacionalitzar francès en la seva joventut. Alumne excepcional, aviat demostra tenir una gran aptitud per a la Història. Auguste Mariette, va introduir el jove Maspero en l'estudi dels jeroglífics, despertant el seu interès.
Com a professor, va impartir classes d'egiptologia a la École des Hautes Études, i de filologia i arqueologia egípcia al Collège de France.
Va visitar Egipte el 1880, formant part de la Missió Francesa (el futur Institut Francès d'Arqueologia Oriental). Va ser amic d'Amelia Edwards, fundadora de l'Egypt Exploration Fund, i gran impulsor dels treballs de Flinders Petrie. Va dirigir el Service d'Antiquités Egyptienne de 1881 a 1914. Va viure a l'època d'un dels esdeveniments més importants de l'egiptologia, el descobriment de la tomba DB320 a Deir el-Bahari, i n'evità la seva espoliació.

## Publicacions
Entre les seves publicacions més notables es troba el seu Histoire ancienne des Peuple de l'Orient classique, que recorre en tres volums tota la història d'Orient Mitjà, des dels orígens fins a la conquesta d'Alexandre el Gran; Histoire des Peuple de l'Orient té el mateix objectiu, publicar sis edicions, els Etudes de Mythologies et d'Archéologie Egyptienne de 1893, és un recull d'assaigs i articles publicats originàriament en diverses revistes, important per la seva contribució a la història de la religió egípcia.

### Principals obres
- Des formes de la conjugaison en égyptien antique, en démotique et en copte, 1871.
- Du genre épistolaire chez les anciens Égyptiens, 1872.
- Histoire ancienne des peuples de l'Orient, 1875.
- L'Égypte à petites journées : études et souvenirs, 1877.
- De quelques navigations des Égyptiens sur les côtes de la mer Érythrée, 1878.
- Nouveau fragment d'un commentaire sur le second livre d'Hérodote, 1879.
- L'Archéologie égyptienne, 1887.
- La Syrie avant l'invasion des Hébreux, 1887.
- Les Contes populaires de l'Égypte ancienne, 1889.
- Les Momies royales de Deir El-Bahari, 1889.
- Histoire de l'Orient, 1891.
- Études de mythologie et d'archéologie égyptiennes, 1892-1916.
- Les Inscriptions des pyramides de Saqqarah, 1894.
- Histoire ancienne des peuples de l'Orient classique, 1895-1899.
- Guide du visiteur au musée du Caire, 1902.
- Notice biographique sur Auguste Mariette, 1904.
- Ruines et paysages d'Égypte, 1910.
- Hymne au Nil, 1912.
- Essais sur l'art égyptien, 1912.
- L'Égyptologie : la science française, 1915.
- Introduction à l'étude de la phonétique égyptienne, 1917.